# Melanie Leonhard

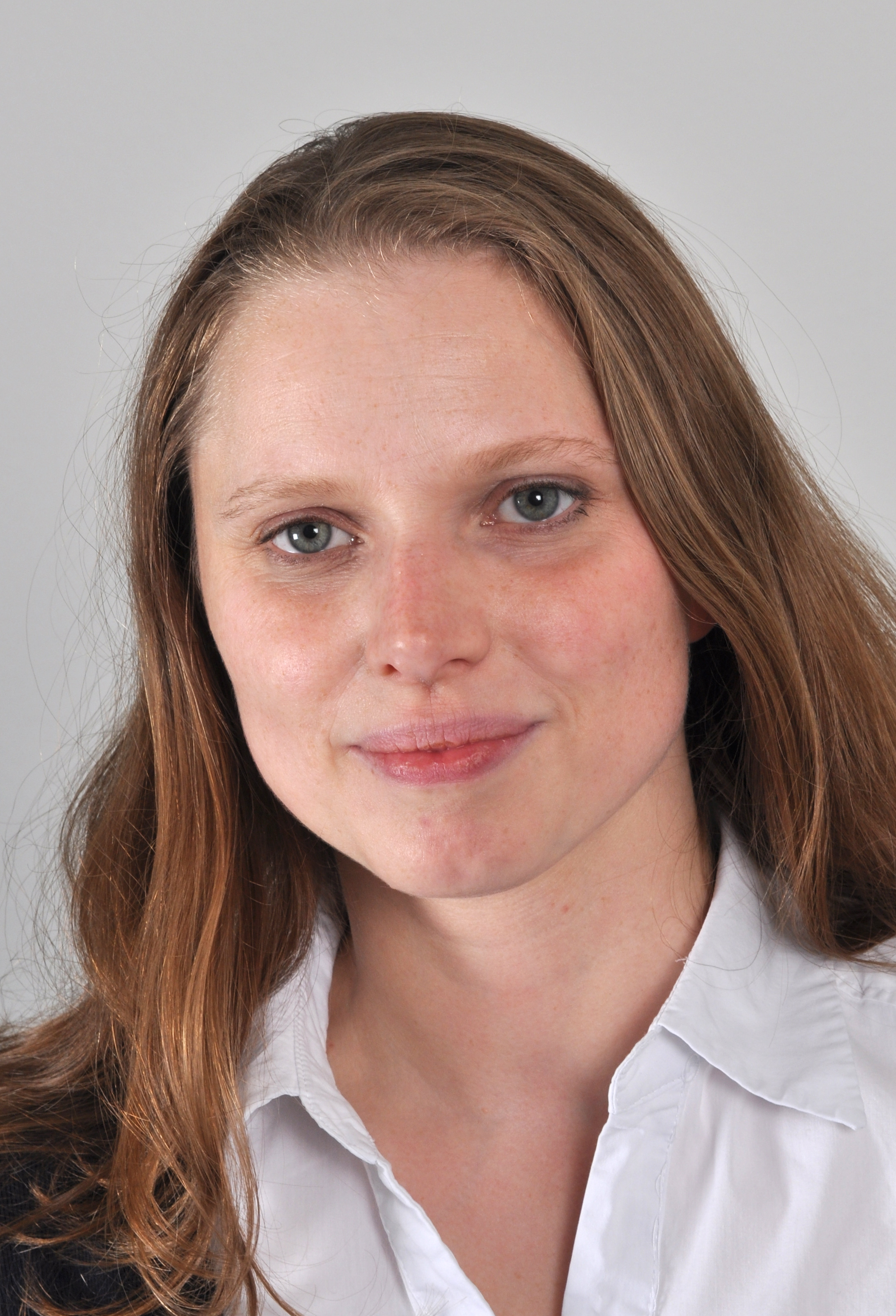
Melanie Leonhard (2011)

Unterschrift Melanie Leonhard

Melanie Leonhard (* 14. Juli 1977 in Hamburg) ist eine deutsche Politikerin (SPD). Sie ist seit Dezember 2022 Senatorin für Wirtschaft und Innovation der Freien und Hansestadt Hamburg im Senat Tschentscher II. Zuvor war sie von 2020 bis 2022 Senatorin für Arbeit, Gesundheit, Soziales, Familie und Integration im Senat Tschentscher II, von 2015 bis 2020 Senatorin für Arbeit, Soziales, Familie und Integration in den Senaten Scholz II und Tschentscher I und von 2011 bis 2015 Mitglied der Hamburgischen Bürgerschaft. Seit 2018 ist sie Vorsitzende der SPD Hamburg, seit 2021 gemeinsam mit Nils Weiland.

## Leben
Leonhard zog im Alter von neun Jahren mit ihrer Familie von Hamburg-Wilhelmsburg nach Hamburg-Harburg und besuchte nach dem Realschulabschluss an der Katholischen Schule Harburg das Lessing-Aufbaugymnasium. Nach dem Abitur 1996 und einem Freiwilligen Sozialen Jahr begann sie im Jahr 1998 ein Studium der Sozial- und Wirtschaftsgeschichte, Politikwissenschaft und Geographie an der Universität Hamburg, das sie 2004 mit der Magistra Artium abschloss. 2009 wurde sie an der Universität Hamburg mit einer Arbeit über Die Entwicklung eines Familienunternehmens: Die Reeder- und Schiffbauerfamilie Rickmers im deutschen Schiffbau und der deutschen Schifffahrt von 1834–1918 promoviert. In den Jahren 2008 bis 2013 war sie wissenschaftliche Mitarbeiterin der E.R. Capital Holding, der Holdinggesellschaft der E.R. Schiffahrt und der Nordcapital, und von 2013 bis 2015 Leiterin der Abteilung Stadtgeschichte Harburg des Archäologischen Museums Hamburg.
Leonhard ist verheiratet, hat einen Sohn und wohnt in Hamburg-Marmstorf. Sie ist römisch-katholisch.

## Politik

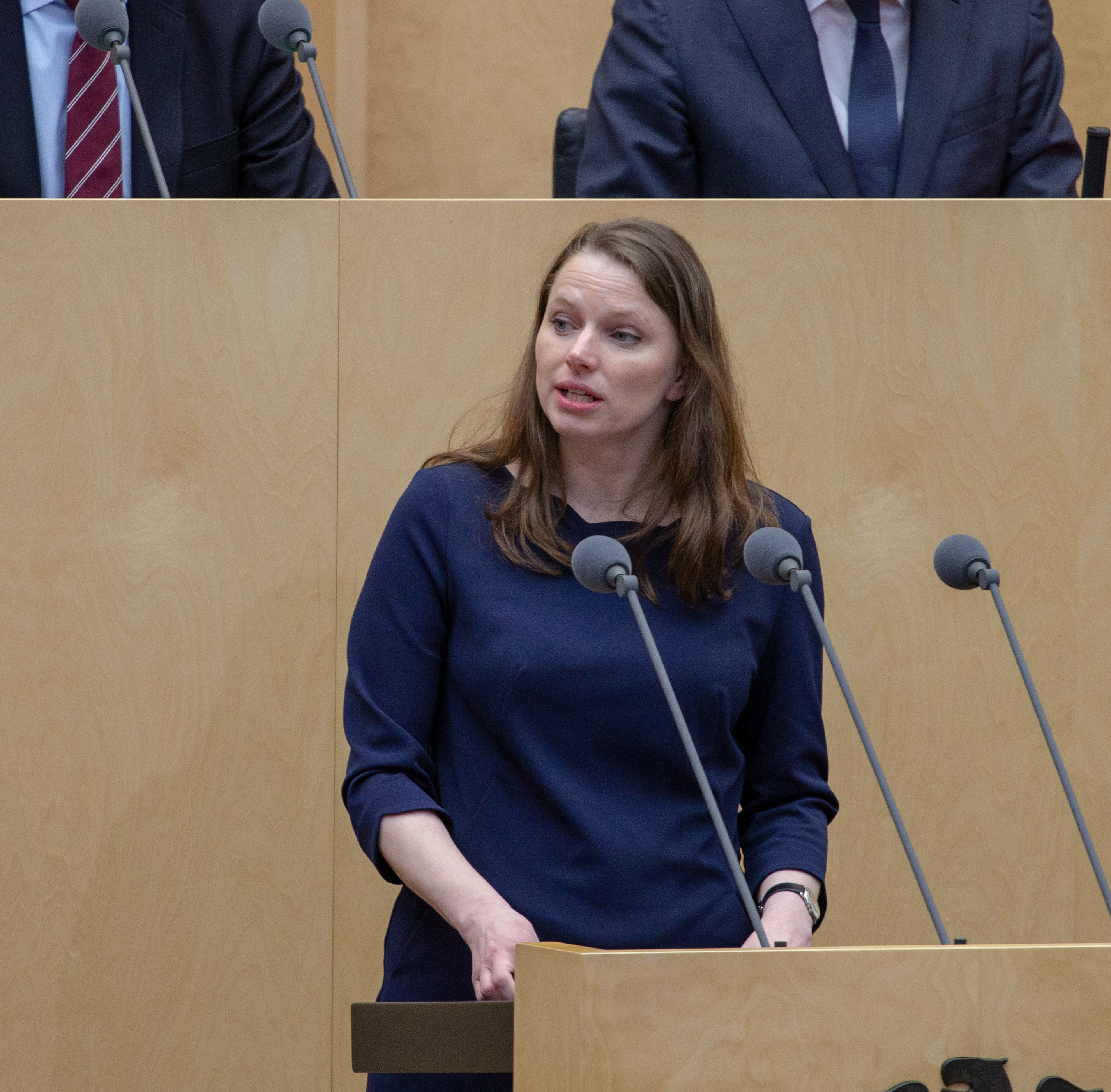
Melanie Leonhard im Bundesrat (2019)

Leonhard trat im Jahr 1999 der SPD bei. In den Jahren 2004 bis 2011 war sie Mitglied der Bezirksversammlung Harburg und dort zuletzt stellvertretende Fraktionsvorsitzende.
Bei der Bürgerschaftswahl 2011 wurde sie über Platz 9 der Landesliste in die Hamburgische Bürgerschaft gewählt. Sie war Mitglied im Familien-, Kinder- und Jugendausschuss, im Innenausschuss und im Stadtentwicklungsausschuss. Außerdem war sie familienpolitische Sprecherin der SPD-Bürgerschaftsfraktion. Bei der Bürgerschaftswahl 2015 wurde sie über Platz 6 der Landesliste erneut in die Hamburgische Bürgerschaft gewählt und bei der Bürgerschaftswahl 2020 über Platz 4 der Landesliste. Ihr Bürgerschaftsmandat ruht aber seit ihrer Berufung in den Senat.
Am 1. Oktober 2015 wurde sie als Nachfolgerin von Detlef Scheele als Senatorin für Arbeit, Soziales, Familie und Integration in den Senat Scholz II berufen. Nachdem sie diesen Posten auch im Senat Tschentscher I ausübte, gehörte sie dem Senat Tschentscher II als Senatorin für Arbeit, Gesundheit, Soziales, Familie und Integration an. Mit Wirkung zum 15. Dezember 2022 wurde sie als Nachfolgerin Michael Westhagemanns zur Senatorin für Wirtschaft und Innovation der Freien und Hansestadt Hamburg im Senat Tschentscher II berufen.
Ab dem 21. Juni 2014 war sie stellvertretende Vorsitzende der SPD Hamburg und am 24. März 2018 wurde sie mit 94,6 Prozent der Delegiertenstimmen als Nachfolgerin von Olaf Scholz, der Bundesfinanzminister im Kabinett Merkel IV wurde, zur Landesvorsitzenden gewählt. Am 9. Juni 2018 wurde sie mit 95 Prozent der Delegiertenstimmen im Amt bestätigt. Am 6. November 2021 wurde sie mit 94,7 Prozent der Delegiertenstimmen wiedergewählt. Zudem wurde bei diesem Parteitag eine Doppelspitze gebildet; Leonhard übt seither den Landesparteivorsitz gemeinsam mit Nils Weiland aus.

## Mitgliedschaften
Leonhard ist Vorstandsvorsitzende der Stiftung Rickmer Rickmers, Vorstandsmitglied des Museums- und Heimatvereins Harburg Stadt und Land und Kuratoriumsmitglied der Stiftung Lesen.

## Kabinette
- Senat Scholz II: Senatorin für Arbeit, Soziales, Familie und Integration (2015–2018)
- Senat Tschentscher I: Senatorin für Arbeit, Soziales, Familie und Integration (2018–2020)
- Senat Tschentscher II: Senatorin für Arbeit, Gesundheit, Soziales, Familie und Integration (2020–2022), Senatorin für Wirtschaft und Innovation (seit 15. Dezember 2022)

## Schriften
- Die Unternehmerfamilie Rickmers 1834–1918: Schiffbau, Schifffahrt, Handel (= Deutsche maritime Studien. Bd. 8). Hauschild, Bremen 2009, ISBN 978-3-89757-452-6 (Zugleich: Hamburg, Universität, FB Geschichte, Dissertation, 2009 unter dem Titel: Leonhard, Melanie: Die Entwicklung eines Familienunternehmens: Die Reeder- und Schiffbauerfamilie Rickmers im deutschen Schiffbau und der deutschen Schifffahrt von 1834–1918).
- mit Jörn Lindner 175 Jahre Rickmers. Hoffmann & Campe, Hamburg 2009, ISBN 978-3-455-50111-7.
- Rickmers: Vom Segelschiff zum Konzern. Schiffahrt, Schiffbau, Handel 1834–1918. In: Jürgen Elvert, Sigurd Hess, Heinrich Walle (Hrsg.) Maritime Wirtschaft in Deutschland. Schifffahrt – Werften – Handel – Seemacht im 19. und 20. Jahrhundert. Vorträge der Schifffahrtshistorischen Tagung der Deutschen Gesellschaft für Schifffahrts- und Marinegeschichte (DGSM) in Hamburg vom 5. – 7. November 2010. (= Historische Mitteilungen der Ranke Gesellschaft. Bd. 82). Steiner, Stuttgart 2012, ISBN 978-3-515-10137-0, S. 33–44